# Caenina

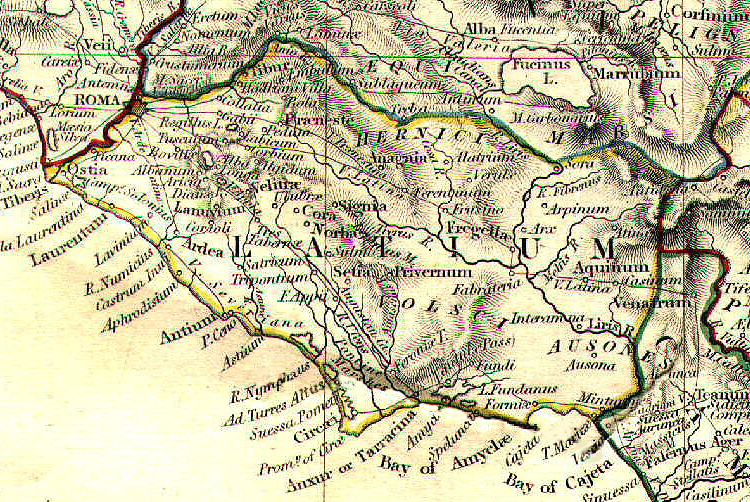
Latium vetus con las ciudades de Caenina, Antemnae, Crustumerium, Medullia, Fidene y Veio, primeras rivales de la Roma de Rómulo.

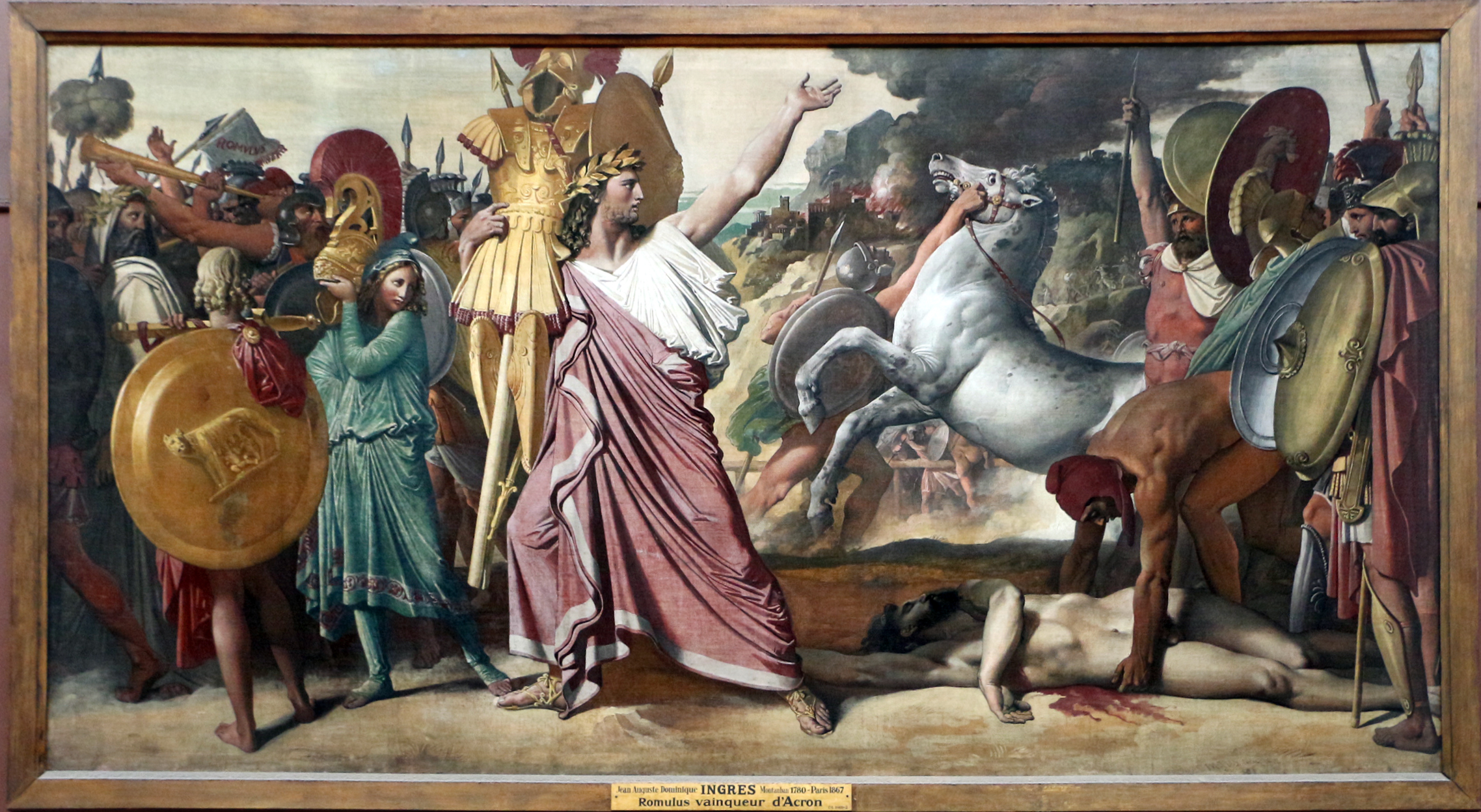
Rómulo lleva al templo de Júpiter las armas del vencido Acrón, de Jean-Auguste-Dominique Ingres (1812), Escuela de Bellas Artes (París)

Caenina fue una ciudad del Latium, una de las más antiguas,aunque también de menor importancia. Sus habitantes eran llamados caeninenses. En lengua italiana la antigua ciudad toma el nombre de Cenina y a sus habitantes se les llama ceninenses o ceninos.
En la temprana semi-legendaria historia de Roma, el rey de los romanos, Rómulo, trató de buscar mujeres para casarlas con sus ciudadanos. Después de haber enviado delegaciones a las regiones cercanas en solicitud de esposas y que fueran denegadas, Rómulo concibió una fiesta en honor de Neptuno Ecuestre e invitó a sus vecinos al festival. A la fiesta acudieron tanto los ciudadanos de Caenina (los caeninenses) y otros muchos vecinos, como los crustumerios, los antemnates y los sabinos. Durante la fiesta y a una señal de Rómulo, los romanos tomaron, de entre los espectadores a las vírgenes, para hacerlas sus esposas. Este suceso es conocido como El rapto de las sabinas.
Indignado por lo sucedido, Acrón, el rey de los caeninenses entró con su ejército en territorio romano. Rómulo, al frente de los romanos, presentó batalla, derrotando a su ejército y matando personalmente a su rey. A continuación, Rómulo atacó Caenina que fue tomada al primer asalto. De regreso a Roma, Rómulo dedicó un templo a Júpiter Feretrio (según Tito Livio, el primer templo dedicado en Roma) y ofreció el botín del rey enemigo como spolia opima. De acuerdo con los Fasti triumphales, Rómulo celebró el triunfo sobre los caeninenses el 1 de marzo del 752 a. C..